# Lekkoatletyka na Letnich Igrzyskach Paraolimpijskich 2012 – 200 metrów T34 mężczyzn
W biegu na 200 metrów kl. T34 mężczyzn podczas Letnich Igrzysk Paraolimpijskich 2012 rywalizowało ze sobą 12 zawodników. W konkursie udział wzięły poruszające się na wózkach osoby z porażeniem mózgowym, posiadające problemy ze sterowaniem pojazdami.

## Wyniki

### Eliminacje
Bieg 1
| Poz. | Zawodnik        | Narodowość                   | Rezultat | Uwagi |
| ---- | --------------- | ---------------------------- | -------- | ----- |
| 1    | Mohamed Hammadi | Zjednoczone Emiraty Arabskie | 29,03    | Q, PR |
| 2    | Bojan Mitic     | Szwajcaria                   | 30,23    | Q     |
| 3    | Austin Pruitt   | Stany Zjednoczone            | 30,38    | Q     |
| 4    | Stefan Rusch    | Holandia                     | 30,57    | q     |
| 5    | Jamie Carter    | Wielka Brytania              | 30,85    | q     |
| 6    | Atsuro Kobata   | Japonia                      | 32,08    |       |

Bieg 2
| Poz. | Zawodnik        | Narodowość | Rezultat | Uwagi |
| ---- | --------------- | ---------- | -------- | ----- |
| 1    | Walid Ktila     | Tunezja    | 27,98    | Q, WR |
| 2    | Rheed McCracken | Australia  | 28,89    | Q     |
| 3    | Sebastien Mobre | Francja    | 29,42    | Q     |
| 4    | Ahmad Almutairi | Kuwejt     | 31,02    |       |
| 5    | Henk Schuiling  | Holandia   | 31,10    |       |
| 6    | Nathan Dewitt   | Kanada     | 31,30    |       |

### Finał
| Poz. | Zawodnik        | Narodowość                   | Rezultat | Uwagi |
| ---- | --------------- | ---------------------------- | -------- | ----- |
| 1    | Walid Ktila     | Tunezja                      | 27,98    | WR    |
| 2    | Mohamed Hammadi | Zjednoczone Emiraty Arabskie | 28,95    |       |
| 3    | Rheed McCracken | Australia                    | 29,08    |       |
| 4    | Bojan Mitic     | Szwajcaria                   | 30,35    |       |
| 5    | Austin Pruitt   | Stany Zjednoczone            | 30,55    |       |
| 6    | Stefan Rusch    | Holandia                     | 30,63    |       |
| 7    | Sebastien Mobre | Francja                      | 30,67    |       |
| 8    | Jamie Carter    | Wielka Brytania              | 30,94    |       |